# MCF-7

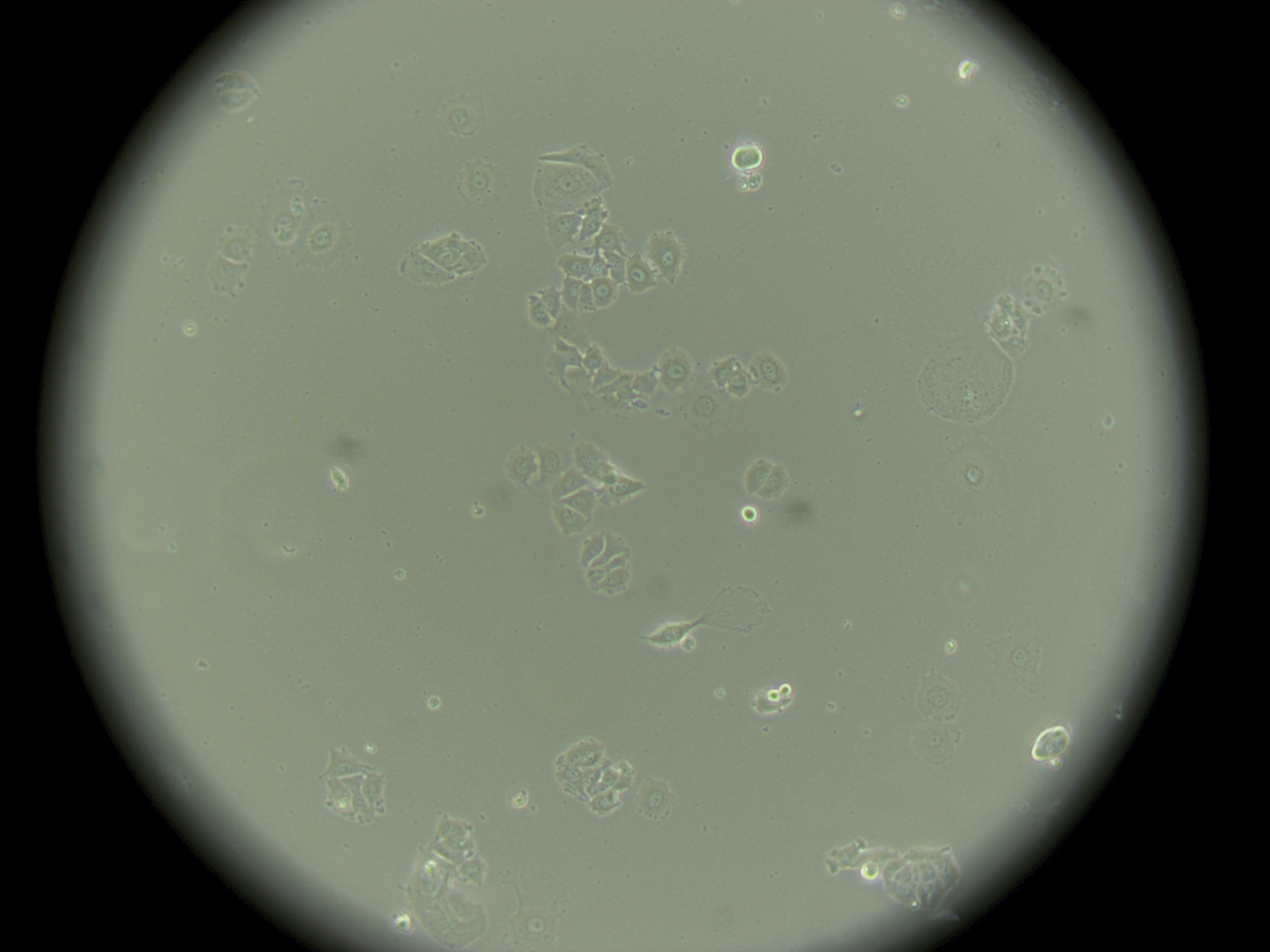
Cellules MCF-7 vu au microscope.

MCF-7 est le nom de la lignée de cellules tumorales mammaires la plus utilisée dans les laboratoires de recherche sur le cancer du sein. Ainsi, elle est mentionnée dans plus d'un tiers des articles scientifiques rapportant des travaux sur des lignées tumorales mammaires (voir PubMed). Avec deux autres lignées courantes, appelées T-47D et MDA-MB-231, elle représente les deux-tiers de ces articles. MCF-7 est l'acronyme de Michigan Cancer Foundation - 7, en référence à l'institut de Detroit où la lignée fut établie -au septième essai-, en 1973, par Herbert Soule et collègues.
La lignée MCF-7 a été établie en culture in vitro à partir d'un épanchement pleural prélevé chez une patiente de 69 ans atteinte d'un cancer du sein métastatique. Cette patiente, dont le nom est ignoré de l'immense majorité des chercheurs en cancérologie, est décédée en 1970. Ses cellules ont été à l'origine d'une bonne partie des connaissances actuelles sur le cancer du sein,. Elle s'appelait Frances Mallon, et était, à l'époque du prélèvement, religieuse au couvent du Cœur Immaculé de Marie (Immaculate Heart of Mary Convent, Monroe, Michigan), sous le nom de sœur Catherine Frances.

## Caractéristiques de la lignée
- Tumeur primaire : canalaire invasive
- Origine des cellules : épanchement pleural
- Présence de récepteurs d'œstrogènes : oui
- Réponse proliférative aux œstrogènes : oui
- Présence de récepteurs de progestérone : oui
- Amplification du gène ERBB2 (Her2/neu) : non
- Mutation dans le gène TP53, codant la protéine p53 : non ("type sauvage")
- Tumorigénicité chez la souris : oui, moyennant supplémentation en œstrogènes
- Catégorie de phénotype : luminal épithélial

Sur base des références,,,,,.